# 谢尔盖·谢尔盖耶维奇·霍鲁日
谢尔盖·谢尔盖耶维奇·霍鲁日（俄语：Сергей Сергеевич Хоружий，1941年10月5日—2020年9月22日），俄罗斯后现代主义哲学家、神学家、翻译家。俄罗斯协同人类学派创始人。俄罗斯科学院哲学研究所研究员。

## 生平
1958年考入莫斯科国立大学物理系。1964年毕业于博戈柳博夫教授领导的量子理论和统计物理学专业。1967年毕业于苏联科学院斯捷克洛夫数学研究所研究生院，后留所工作，从事数学物理理论研究。1976年获数学物理学全博士学位。苏联解体前夕到哲学研究所工作。2020年9月22日逝世。

## 研究
他对俄国哲学、西方古典和现代哲学均有独到的研究。对东正教灵修实践有深入分析。主要贡献是提出“协同人类学”，与吉列诺克为代表的复古先锋派人类学、波多罗加的分析人类学并称为俄罗斯哲学人类学三大流派。作为翻译家，他将爱尔兰作家詹姆斯·乔伊斯的许多作品翻译为俄文，其中包括《尤利西斯》。
主要哲学著作《中断之后：俄罗斯哲学之路》、《苦修现象学》、《论旧与新》、《神人合作人学概论》。